# 脑状层腹菌
脑状层腹菌（学名：Hymenogaster cerebellum）是属于伞菌目层腹菌科层腹菌属的一种担子菌。该种分布于中国、德国、西班牙等地。